# Toro Canyon (California)
Toro Canyon es un lugar designado por el censo ubicado en el condado de Santa Bárbara en el estado estadounidense de California. En el año 2000 tenía una población de 1.697 habitantes y una densidad poblacional de 180.5 personas por km².

## Geografía
Toro Canyon está localizada en las coordenadas 34°25′6″N 119°33′47″O / 34.41833, -119.56306 (34.418395, -119.562920). Toro Canyon está rodeado por Montecito y Summerland, en el este y sureste por Carpintería, en el norte po Los Padres National Forest y en el sur por el Océano Pacífico.
Según la Oficina del Censo de los Estados Unidos, el CDP tiene un área total de 3.6 mi² (9.4 km²), de la cual toda es tierra.

## Demografía
Conforme al censo del año 2000 , habían 1,697 personas, 698 hogares, y 450 familias residiendo en el CDP. La densidad poblacional era de 468.1 personas por milla cuadrada (180.5/km²). Habían 814 casas unifamiliares en una densidad de 224.5/sq mi (86.6/km²). La demografía del CDP era del 87.98% caucásica, 0.35% afroamericana, 0.35% amerindia, 1.36% asiática, 0.18% isleña del Pacífico, 8.01% de otras razas, y 1.77% de dos o más razas. Los hispanos o latino de cualquier raza eran del 16.26% de la población.